# 馬雅山脈

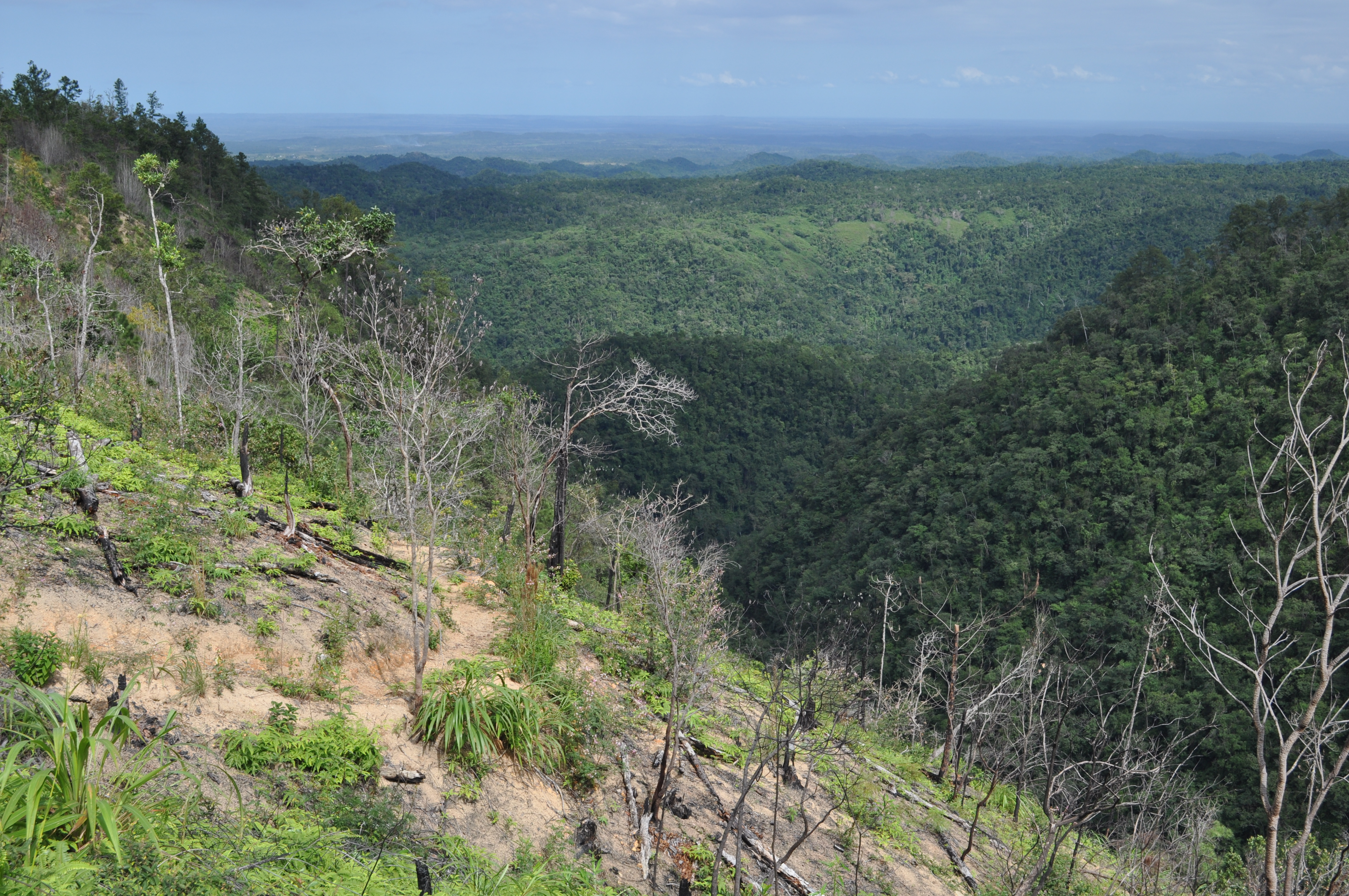

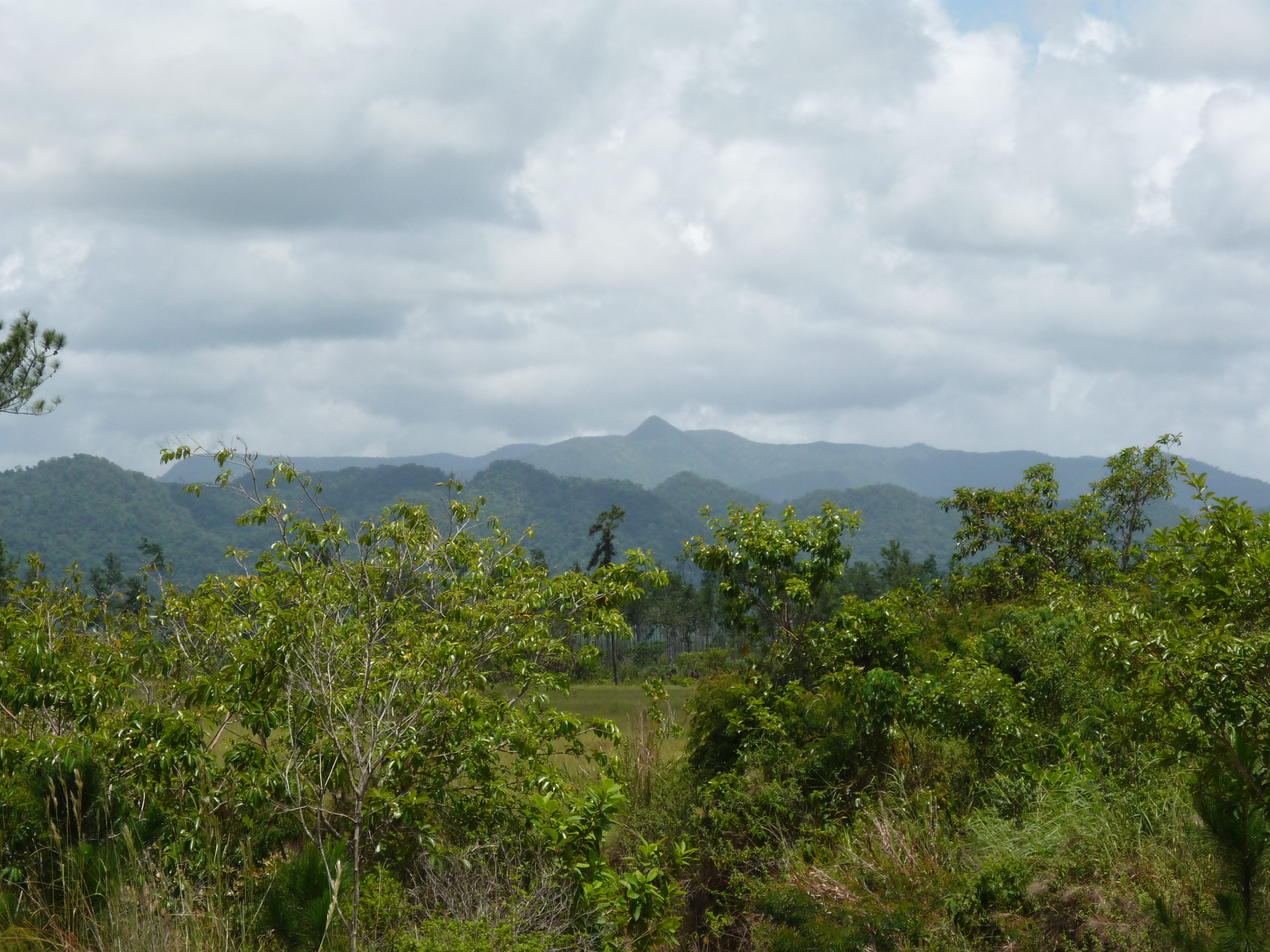

馬雅山脈是中美洲的山脈，位於伯利茲和危地馬拉，屬於喀斯特地形，由石灰岩組成的山體在白堊紀形成，最高點海拔高度1,124米。